# Hall (Nowy Jork)
Hall – jednostka osadnicza w Stanach Zjednoczonych, w stanie Nowy Jork, w hrabstwie Ontario.